# Aníbal Paz
Aníbal Luis Paz Piuma (Montevideo, 1917. május 21. – Montevideo, 2013. március 21.) világbajnok uruguayi labdarúgó, kapus.

## Pályafutása

### Klubcsapatban
1933 és 1937 között a montevideói Liverpool, 1937–38-ban a Bella Vista, 1939 és 1953 között a Nacional, 1954-ben a montevideói Racing labdarúgója volt. A Nacional együttesével tíz bajnoki címet szerzett.

### A válogatottban
1939 és 1950 között 22 alkalommal szerepelt az uruguayi válogatottban. Három Copa América tornán vett rész, ahol egy arany- és két ezüstérmet szerzett. Az 1950-es brazíliai világbajnokságon aranyérmes lett a válogatott csapattal.

## Sikerei, díjai
Uruguay
- Világbajnokság
  - aranyérmes: 1950, Brazília
- Copa América
  - aranyérmes: 1942, Uruguay
  - ezüstérmes (2): 1939, Peru, 1941, Chile

 Nacional
- Uruguayi bajnokság
  - bajnok (10): 1939, 1940, 1941, 1942, 1943, 1946, 1947, 1948, 1950, 1952